# 藤田大清
藤田 大清（ふじた たいせい、2004年8月23日 - ）は、長野県出身のプロ野球選手（外野手・育成選手）。右投左打。北海道日本ハムファイターズ所属。

## 経歴

### プロ入り前
小学4年生から練馬区立関町北小学校を拠点とするエ－ス関北少年野球倶楽部で軟式野球を始める。中学では中野リトルシニアでプレー。東東京選抜（日台国際親善野球試合）にも参加。
強豪校の花咲徳栄高等学校に進学。2年秋に「3番・右翼手」のレギュラーに定着し、公式戦出場。3年春の県大会の「3回戦・東農大三」との試合で、満塁本塁打を放ち、チームの勝利に貢献した。夏の「2回戦・武蔵越生」ではチームが初戦で苦しむ中、3番で4打数3安打の猛打賞を記録し、6-4で勝利に大きく貢献した。同大会は6試合で26打数12安打で、打率.462を残すも、チームは準決勝で敗退で、3年間での甲子園出場はなかった。
その後、プロ志望届を提出し、2022年NPBドラフト会議で北海道日本ハムファイターズから育成ドラフト1位で指名された。また、同校出身の藤井がドラフトされたことで、高校史上初の8年連続ドラフト輩出となった。契約金300万円、年俸260万円、背番号「125」で契約した。

### 日本ハム時代
2023年は高校時代から抱えていた腰痛に苦しんだ。本人曰くケガは高2の冬から患っており、高校時代は（痛み止めの）注射を打ち、無理に試合に出場していたという。1年目は腰の状態を見ながら、体づくりや技術練習に取り組み、試合出場までには至らなかった。
2024年2月20日に実戦デビューを果たした。イースタン・リーグには41試合に出場して打率.185、7打点という成績であった。

## 人物
ニックネームは「タイボー」。父は「やまびこ打線」で知られる徳島県の池田高等学校出身で、91年夏に主将として甲子園に出場し、ベスト16に進んだ実績を持つ。その父の影響で野球を始めたという。また、高校卒業時に入団した日本ハムには同校出身の野村佑希がおり、指名挨拶時には弟子入りを志願した。日本ハムの新入団選手発表会では、「ファイターズ日本一に貢献できる選手、ファンの方々から愛される選手になりたい。」を目標にし、支配下登録でチーム不動の3番打者になりたいことを希望した。
趣味はサッカー。プロ野球選手になっていなかったらサッカー選手になっていたと語っている。

## 選手としての特徴
高校通算11本塁打。バットコントロールに定評があり、長打力も兼ね備えているうえ、レベルスイングでライナー性の鋭い打球も飛ばす。身長187cmと大型ながら脚力がある。

## 詳細情報

### 背番号
- 125（2023年[10] - )